# ليونيل سميث بيلي
ليونيل سميث بيلي (بالإنجليزية: Lionel Smith Beale)‏ (و. 1828 – 1906 م) هو إليزابيث الثانية بريطاني، ولد في لندن، كان عضوًا في الجمعية الملكية، توفي في لندن، عن عمر يناهز 78 عاماً.

## التعليم
تعلم في مدرسة الكلية الملكية ‏، وتعلم في كلية الملك في لندن
.

## جوائز
حصل على جوائز منها:
- وسام كرونيان (1865)
- ميدالية بالي [الإنجليزية]‏
- زميل في الجمعية الملكية
- ميدالية الشرف